# 贾姆塔拉
贾姆塔拉（Jamtara），是印度贾坎德邦Dumka县的一个城镇。总人口22426（2001年）。

## 人口
该地2001年总人口22426人，其中男性11607人，女性10819人；0—6岁人口2938人，其中男1469人，女1469人；识字率65.95%，其中男性为74.59%，女性为56.69%。